# Cabeç del Quarter
El Cabeç del Quarter és una muntanya de 1.036 metres d'alçada, ubicada al terme municipal d'Ibi, a l'Alcoià. És el cim més alt de serra del Quarter. Separa la vall i terme d'Ibi (Alcoià) de la Foia de Xixona.